# Carol Fiorentino
Carolina Dangelo Fiorentino (São Paulo, 30 de agosto de 1981) é uma chef confeiteira e apresentadora de televisão brasileira.

## Biografia
Carol Fiorentino vem de uma família italiana, caçula de seis irmãos - entre eles Isabella Fiorentino, também apresentadora - e tem 11 sobrinhos. Cresceu na cozinha, fez faculdade de gastronomia na Universidade Anhembi Morumbi e trabalhou em uma renomada confeitaria de São Paulo por mais de dez anos.
Nunca se imaginou na TV por se considerar tímida, mas iniciou sua carreira de jurada no reality show de gastronomia Bake Off Brasil, no SBT. Tornou-se destaque na primeira e segunda temporada, e na terceira, em 2017, estreou como apresentadora, substituindo a jornalista Ticiana Villas Boas.
Nesse mesmo período, criou um canal no YouTube com intuito de reaproximar as pessoas da cozinha, com receitas fáceis, de casa. E ainda em 2017, também lançou seu primeiro livro de confeitaria, “Deu Bolo” (editora Planeta), dividido em massas, recheios e coberturas para que as pessoas pudessem fazer as combinações que desejassem.
Em 2018, Carol Fiorentino, além de apresentar a versão infantil do reality de gastronomia, Júnior Bake Off Brasil, do SBT, e lançar seu segundo livro de receitas “Todo Mundo na Cozinha” (editora Globo) na editora Martins Fontes, em São Paulo, anunciou em seu Instagram sua primeira gravidez.
Gestante, gravou e estreou seu primeiro programa no Discovery Home &Health e Food Network, “Rolê Restô”, pílulas mostrando restaurantes que fazem uso integral dos alimentos e reduzem desperdício de comida.
E, na véspera do Dia das Mães do ano seguinte, fruto de seu relacionamento com Joanir Rodrigues, nasceu Angelina. Tornar-se mãe a motivou criar em seu canal do YouTube o “Diário de uma Mãe”, que desde o início teve grande audiência e engajamento de seu público. Neste mesmo período, lançou sua primeira linha de utensílios de cozinha.
Em novembro, Carol estreou “Tudo na Panela” no Food Network, onde a cada episódio ensinou a fazer entrada, prato principal e sobremesa, usando os alimentos de forma integral e evitando desperdícios. Sua única condição, durante a produção, foi poder amamentar Angelina nos intervalos das gravações.
Com o sucesso do programa, veio a continuação “Tudo na Panela: Bolos e Doces”, também no canal Food Network. Focada em sobremesas, Carol dá dicas que descomplicam o preparo evitando o descarte de alimentos que agregam ainda mais sabor às receitas – marca registrada de suas iniciativas.
Em 2020, produzido de forma totalmente remota, em sua casa, Carol Fiorentino apresentou a competição culinária “Tem Chef em Casa”, no Discovery Home & Health e Food Network. Ela recebeu um kit de equipamentos de fácil utilização para garantir qualidade e o distanciamento social.

## Carreira

### Televisão
| Ano  | Programa                                      | Papel         | Emissora                |
| ---- | --------------------------------------------- | ------------- | ----------------------- |
| 2015 | Bake Off Brasil: Mão na Massa (1.ª temporada) | Jurada        | SBT                     |
| 2016 | Bake Off Brasil: Mão na Massa (2.ª temporada) | Jurada        | SBT                     |
| 2017 | Bake Off Brasil: Mão na Massa (3.ª temporada) | Apresentadora | SBT                     |
| 2017 | Bake Off SBT                                  | Apresentadora | SBT                     |
| 2018 | Júnior Bake Off Brasil                        | Apresentadora | SBT                     |
| 2019 | Tudo na Panela                                | Apresentadora | Food Network            |
| 2020 | Tudo na Panela - Bolos e Doces                | Apresentadora | Food Network            |
| 2020 | Tem Chef em Casa                              | Apresentadora | Discovery Home & Health |

### Livros
| Ano  | Título                | Editora      |
| ---- | --------------------- | ------------ |
| 2017 | Deu Bolo              | Academia     |
| 2018 | Todo Mundo na Cozinha | Globo Estilo |